# Borneopauropus
Borneopauropus – rodzaj skąponogów z rzędu Tetramerocerata i rodziny Brachypauropodidae.

## Opis
Należące tu skąponogi mają narządy temporalne z trzema podniesionymi wyrostkami. Szczecinki (setae) tergitów mają liściokształtne, jajowate. Tergity od II do IV podzielone poprzecznie na protergit i metatergit. Dorosłe posiadają 9 par 5-segmentowych odnóży.

## Występowanie
Przedstawiciele rodzaju występują w krainie orientalnej i australijskiej.

## Gatunki
Dotychczas opisano 6 gatunków z tego rodzaju:
- Borneopauropus curtipes Scheller, 2009[2]
- Borneopauropus dignus Scheller, 2009[3]
- Borneopauropus neozelandicus Scheller in Scheller et Barratt, 2012[4]
- Borneopauropus penanorum (Scheller, 1994)[1]
- Borneopauropus platylopas Scheller, 2011[5]
- Borneopauropus prolatus (Scheller, 2001)[1]